# Hoholewe
Hoholewe (ukrainisch Гоголеве; russisch Гоголево Gogolewo) ist eine Siedlung städtischen Typs im Zentrum der ukrainischen Oblast Poltawa mit etwa 2500 Einwohnern (2014).

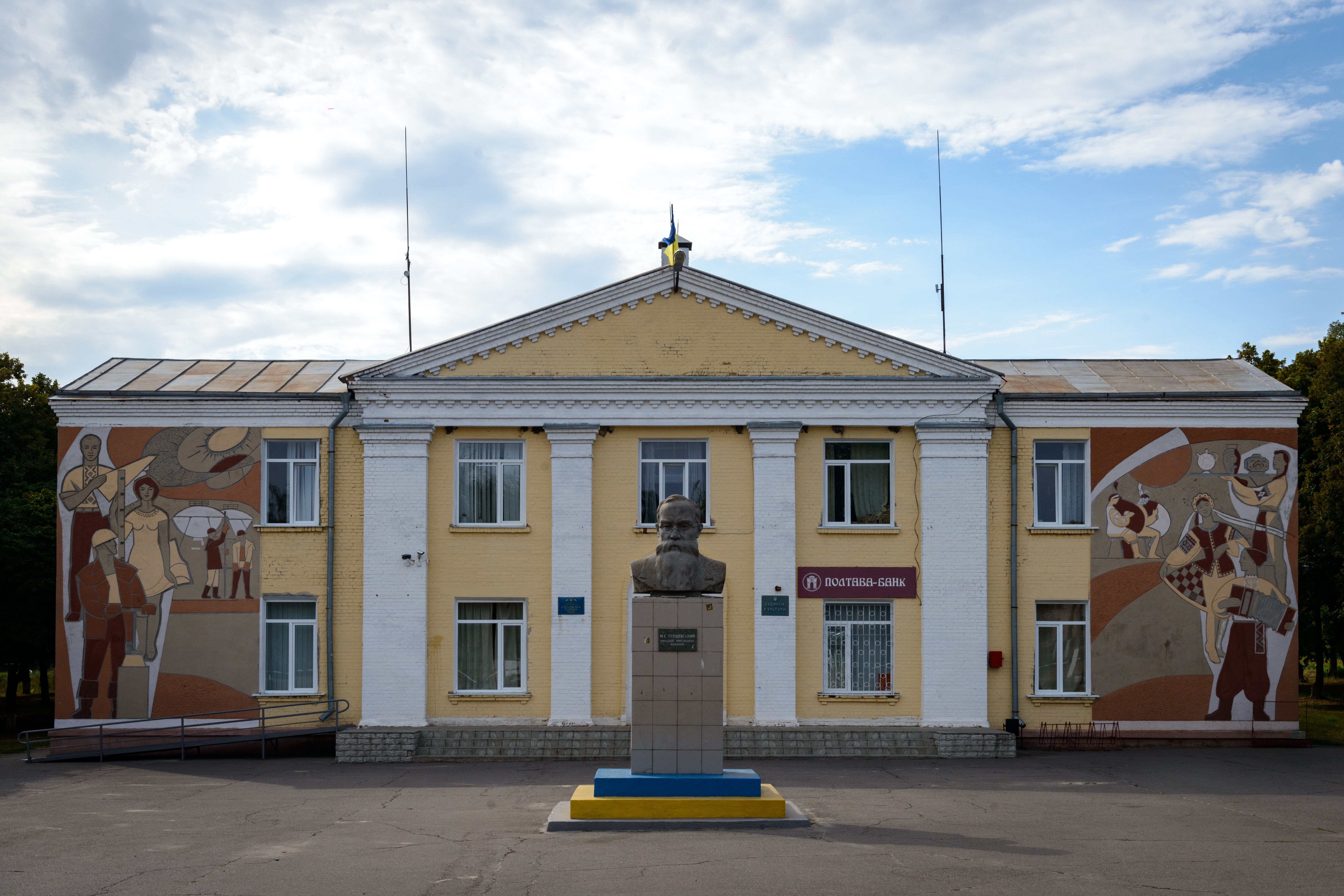
Gebäude und Denkmal im Ort

Die 1902 gegründete Ortschaft besitzt seit 1957 den Status einer Siedlung städtischen Typs.

## Geographie
Hoholewe liegt im Rajon Myrhorod an der Territorialstraße T–17–27, das Oblastzentrum Poltawa liegt 87 km südöstlich und das ehemalige Rajonzentrum Welyka Bahatschka liegt 19 km südwestlich von Hoholewe. Die Ortschaft besitzt einen Bahnhof an der Bahnstrecke Kiew–Poltawa.

## Verwaltungsgliederung
Am 14. Juni 2019 wurde die Siedlung zum Zentrum der neugegründeten Siedlungsgemeinde Hoholewe (Гоголівська селищна громада/Hoholiwska selyschtschna hromada). Zu dieser zählten auch die 5 Dörfer Dakaliwka, Hrjantschycha, Pidluky, Psilske und Ustywyzja, bis dahin bildete sie die gleichnamige Siedlungsratsgemeinde Hoholewe (Гоголівська селищна рада/Hoholiwska selyschtschna rada) im Norden des Rajons Welyka Bahatschka.
Am 12. Juni 2020 kamen noch weitere 4 in der untstehenden Tabelle aufgelistete Dörfer zum Gemeindegebiet.
Am 17. Juli 2020 kam es im Zuge einer großen Rajonsreform zum Anschluss des Rajonsgebietes an den Rajon Myrhorod.
Folgende Orte sind neben dem Hauptort Hoholewe Teil der Gemeinde:
| Name                     | Name       | Name                      |
| ukrainisch transkribiert | ukrainisch | russisch                  |
| ------------------------ | ---------- | ------------------------- |
| Dakaliwka                | Дакалівка  | Дакалевка (Dakalewka)     |
| Hrjantschycha            | Грянчиха   | Грянчиха (Grjantschicha)  |
| Kulbaschne               | Кульбашне  | Кульбашное (Kulbaschnoje) |
| Marjanske                | Мар’янське | Марьянское (Marjanskoje)  |
| Matjaschiwka             | Матяшівка  | Матяшовка (Matjaschowka)  |
| Mychajliwka              | Михайлівка | Михайловка (Michailowka)  |
| Pidluky                  | Підлуки    | Подлуки (Podluki)         |
| Psilske                  | Псільське  | Псельское (Pselskoje)     |
| Ustywyzja                | Устивиця   | Устивица (Ustiwiza)       |